# Lajeado (Rio Grande do Sul)
Lajeado, amtlich portugiesisch Município de Lajeado, ist eine Gemeinde in Brasiliens südlichstem Bundesstaat Rio Grande do Sul. Sie gilt als Zentrum im Flusstal des Rio Taquari (Vale do Taquari).

## Geographie
Lajeado liegt etwa 120 Kilometer von Porto Alegre, der Hauptstadt  des Bundesstaates Rio Grande do Sul, entfernt.
Im Norden grenzt die Stadt an Arroio do Meio und Marques de Souza. Im Süden liegen die Städte Santa Clara do Sul und Cruzeiro do Sul. Im Osten wird Lajeado durch den Fluss Rio Taquari begrenzt, an dessen anderem Ufer Estrela liegt. Im Westen wird Lajeado durch Forquetinha und Santa Clara do Sul begrenzt. Das Klima ist subtropisch.

## Geschichte
Lajeado wurde am 20. März 1855 gegründet.
Die Einwohnerzahl wurde 2018 auf 113.998 geschätzt; im Jahr 2010 wurden bei einer Volkszählung 106.290 Einwohner gezählt.

## Söhne und Töchter der Gemeinde
- Urbano José Allgayer (1924–2019), römisch-katholischer Geistlicher, Bischof von Passo Fundo
- Anuar Battisti (* 1953), römisch-katholischer Geistlicher, Erzbischof von Maringá
- Rodrigo Ely (* 1993), Fußballspieler